# Karel Van Ostaeyen
Karel Jozef Maria Van Ostaeyen (Brecht, 4 oktober 1894 - Antwerpen, 24 mei 1961) was een Belgisch politicus voor de CVP.

## Levensloop
Van Ostaeyen werd in 1945 aangesteld als burgemeester van Brecht in opvolging van de overleden Henri Van Ostaeyen. Dienstdoend burgemeester in tussentijd was Jozef Verbeeck (januari tot mei 1945). Hoe oefende het mandaat uit tot 1958, waarna hij werd opgevolgd door Frans Laurijssen. Tevens was hij Antwerps provincieraadslid.